# Жизнь замечательных людей
«Жизнь замеча́тельных люде́й» (акронимная форма заглавия — инициальная аббревиатура «ЖЗЛ», обиходное именование «жэзээлка») — серия художественно-биографических книг, рассчитанных на массовую аудиторию. Впервые выпускалась в 1890—1924 годах издательством Ф. Ф. Павленкова под тем же названием (всего вышло двести биографий, после 1900 года были только перепечатки). С тех пор предпринимались неоднократные попытки возродить издание, но осуществить это удалось лишь Максиму Горькому: начатая заново серия выпускалась в 1933—1938 годах «Журнально-газетным объединением» с нумерацией от единицы. После 1938 года серия выпускалась «Молодой гвардией» с продолжающейся нумерацией выпусков; с 2001 года нумерация стала двойной (с учётом павленковских изданий). К 2010 году общее число выпусков превысило полторы тысячи, а суммарный тираж серии превысил сто миллионов экземпляров.
Общедоступная павленковская серия «ЖЗЛ» должна была «знакомить читателей с выдающимися деятелями прошлых эпох». Жанровый формат серии определялся просветительскими задачами: популярный биографический очерк, акцентированный на великих деяниях человека, оставившего свой след в истории мировой цивилизации. Биографии заказывались известным публицистам и журналистам своего времени (Е. А. Соловьёву, А. Скабичевскому), несколько очерков были написаны профессиональными философами и литераторами (В. С. Соловьёвым, Н. М. Минским). Максим Горький создал новый формат биографий, героями которых были всемирно известные деятели науки и искусства, а также революционеры. В издательстве «Молодая гвардия» была создана общественная редколлегия серии, в которой работали академики В. Л. Комаров, Е. В. Тарле, А. Е. Ферсман, профессора Ю. Н. Тынянов и П. Ф. Юдин, писатели А. А. Фадеев и А. Н. Толстой.
В 1950-е годы редакция серии сформулировала три главных принципа отбора публикуемых текстов, которые с тех пор выдерживались: научная достоверность, высокий литературный уровень и занимательность. Публикация в серии была для автора знаком признания его высокого общественного и профессионального статуса. В разные годы к написанию биографий «Молодая гвардия» привлекала Льва Гумилевского, Сергея Дурылина, Константина Паустовского, Мариэтту Шагинян, Корнея Чуковского, Юрия Лотмана, Алексея Лосева, Натана Эйдельмана и многих других. Многие авторы биографий, в свою очередь, становились героями новых книг в серии «ЖЗЛ». Вместе с тем тональность текстов, публиковавшихся в 1960—1970-е годы, была подчинена требованиям идеологии, когда понятие «замечательный» трактовалось как «безупречный». Большинство отобранных героев были идейно выдержанны и морально безупречны; о сложностях в их судьбе говорилось крайне мало.
После распада СССР из-за конкуренции со стороны СМИ, а затем и интернет-среды сильно упали тиражи серии, на долгие годы сократилось число публикуемых книг. Произошло замыкание жанра «классической» биографии в научных рамках, фактическое отмирание традиции романизированного жизнеописания; среди авторов серии стали преобладать профессиональные историки и филологи. В то же время с 1990-х годов чрезвычайно расширились тематические рамки серии: начали выходить биографии царей, православных святых, писателей-эмигрантов, деятелей Белого движения, советских и зарубежных киноактёров. Значительно увеличился поток переводимой литературы.

## Библиотека биографий Флорентия Павленкова и попытки её продолжения
В 1890—1900 годах издательством Флорентия Павленкова выпускалась биографическая библиотека «Жизнь замечательных людей». Название было калькой с французского «Vie des Hommes illustres», как был озаглавлен перевод «Сравнительных жизнеописаний» Плутарха, которого очень ценил в юности Павленков. После кончины издателя серия, включающая 200 биографий, была завершена его душеприказчиками, перепечатки следовали до 1924 года. Библиотека биографий оказалась весьма популярной, выдержав не менее 40 переизданий суммарным тиражом 1,5 млн экземпляров (один выпуск печатался тиражом от 8 до 10 тысяч экземпляров). Павленковские биографии были невелики по объёму, скорее представляя собой научно-популярный очерк, и стоили около 25 копеек (будучи доступными для гимназистов и студентов), отличались высоким качеством текста, иногда не лишённого художественности, и ёмким содержанием. Среди их авторов были Владимир Соловьёв и Александр Скабичевский, а также поэт Николай Минский, многие из биографий считаются образцами жанра. Высокую оценку качеству и значению биографической библиотеки Ф. Ф. Павленкова высказал библиограф Николай Рубакин, который был одним из наследников издателя. По собственным воспоминаниям, эти книги оказали существенное воздействие на Николая Бердяева, Владимира Вернадского, Ивана Бунина, Алексея Толстого в годы их студенчества.
По замыслу Павленкова, «ЖЗЛ» должна была «знакомить читателей с выдающимися деятелями прошлых эпох». Слово «замечательный», использованное в названии серии, означало в исконном смысле «стоящий замечания, внимания, примечательный, необычайный или удивительный». Первая биография, опубликованная в конце апреля — начале мая 1890 года, была посвящена Игнатию Лойоле. Одними из самых популярных оказались очерки о Лермонтове и Пушкине Скабичевского, последняя перепечатка его биографии Пушкина относилась к 1924 году. При составлении серии в основу была положена классическая теория общих мест, задающая представления об идеале творческого человека или политика, изобретателя и прочих. Ю. Петрова отмечала, что большая часть биографий соответствовала сложившимся в XIX веке нормативным идеалам, что подавалось читателю ещё на уровне заглавия: «N (Достоевский, Лаплас, Пирогов, Линкольн и т. д.): его жизнь и литературная/государственная/научная и т. д. деятельность». Биографии нового типа, с индивидуальной позицией биографа и неоднозначностью оценок героя, выпускались реже; обычно выстраивание образа личности, а не системы топосов, на рубеже веков предпринималось на основе психологической науки и общего интереса к психическим отклонениям выдающихся людей. Особенно таким подходом увлекался Евгений Соловьёв, написавший для серии очерки о Дмитрии Писареве, Иване Тургеневе, Александре Герцене, Льве Толстом, Фёдоре Достоевском, Николае Карамзине, Гегеле, Оливере Кромвеле, Осипе Сенковском, Ротшильдах и Иване Грозном. Именно Соловьёв активно популяризировал формулу Николая Михайловского «Достоевский — жестокий талант», однако не отказывался и от рассмотрения духовного фундамента писательских интересов. Концепты «мученичества», пророчества, гениальности в очерке Е. Соловьёва способствовали популяризации «достоевского мифа», который задал новую систему нормативной риторической биографии советского периода.
Максим Горький попытался продолжить павленковскую серию ещё в 1916 году на базе собственного издательства «Парус». Он составил новый план библиотеки-серии, включающий почти 300 названий; далее проект был предложен Зиновию Гржебину, но революционная обстановка не позволила его реализовать. В 1921 году независимо от Горького издательство М. и С. Сабашниковых начало выпуск серии «Исторические портреты», в 1922 году кооперативное издательство «Колос» выпускало «Биографическую библиотеку», в 1923 году издательство «Брокгауз — Ефрон» открыло серию «Образы человечества». В 1925 году серию «Биографическая библиотека» основал Госиздат, а в 1928 году серию «Жизнь замечательных людей» взялся издавать «Московский рабочий», но ни в одной из серий число изданных книг не превысило полутора десятков.

## Горьковская серия (1930—1980-е годы)

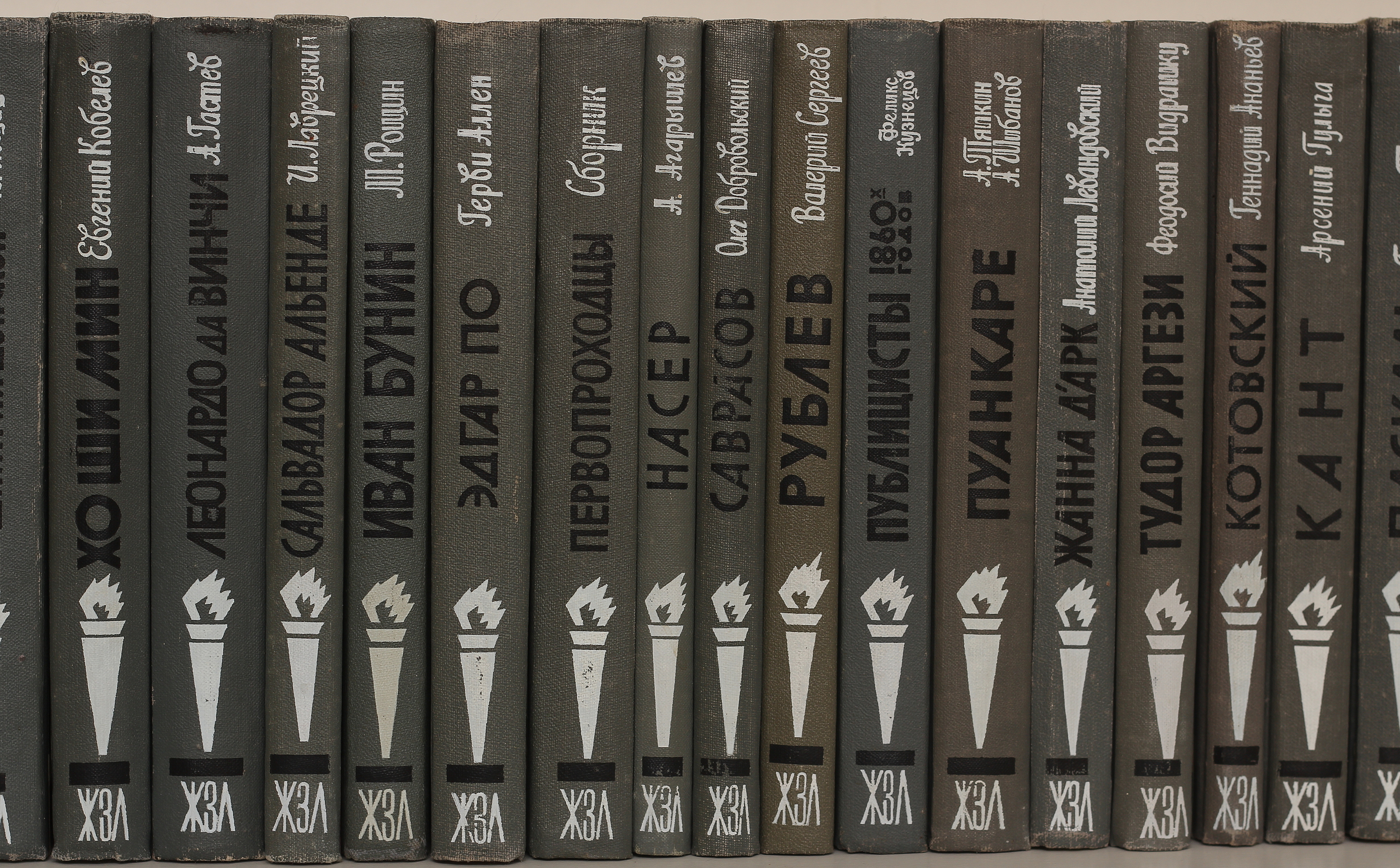
Корешки выпусков в серийном оформлении, принятом после 1962 года

В исследовании уральских литературоведов Татьяны Снигирёвой и Алексея Подчиненова выделены три периода в развитии серии «ЖЗЛ», обозначаемых по знаковому издательскому имени: «павленковский» (1890—1900), «горьковский» (1930—1980) и «молодогвардейский» (1990—2000 и далее). Принципиальные особенности каждого из них были многообразны.

### Тридцатые и сороковые годы
В начале 1930-х годов Максим Горький сумел реализовать свой первоначальный замысел на базе Журнально-газетного объединения (Жургаза), руководителем которого был Михаил Кольцов. Судя по сохранившейся переписке, Горький стремился привлечь к участию в универсальной серии биографий лучших писателей или специалистов с писательским даром: так, Ромен Роллан получил заказ на книгу про Сократа и Бетховена, Фритьоф Нансен — на биографию Колумба, Иван Бунин — на жизнеописание Сервантеса, Анатолий Луначарский — на повествование о Фрэнсисе Бэконе, Климент Тимирязев — на книгу о Чарлзе Дарвине. На практике полученные рукописи не всегда устраивали организатора серии, который был настроен максималистски и до самой своей кончины в 1936 году курировал проект. Первый выпуск серии увидел свет в январе 1933 года, это была биография Генриха Гейне авторства Александра Дейча, далее последовали биографии Михаила Щепкина, Рудольфа Дизеля, Дмитрия Менделеева, Генриха Песталоцци, Ивана Сеченова, Жорж Санд, братьев Райт. Последним изданием ЖЗЛ при жизни Горького была биография Наполеона авторства Евгения Тарле. Писатель завещал серию под опеку комсомола, обратившись к генеральному секретарю ЦК комсомола Александру Косареву. После расформирования Жургаза в 1938 году серия перешла в ведение издательства «Молодая гвардия». Таким образом, издание биографических книг было поставлено на службу воспитания новых поколений и больше не прерывалось. Несмотря на дидактический характер серии, понятие «замечательный» начало меняться в живом словоупотреблении, сближаясь со словами «выдающийся» и даже «великий». Поэтому в серии «ЖЗЛ» одними из первых вышли книги о Наполеоне, Талейране, «акуле капитализма» Генри Форде и даже конкистадоре Писарро — Горький считал, что книги об отрицательных персонажах нужны читателю не меньше, чем о положительных. Тем не менее, политические потрясения эпохи постоянно накладывали отпечаток и на выпуск серии: в 1934 году был изъят и уничтожен тираж биографии Гоголя, написанной ссыльным критиком Александром Воронским, переизданной лишь в 2009 году по случаю 200-летия Гоголя. Эта книга открыла «Малую серию ЖЗЛ». Сам Горький в 1933 году отверг биографию Мольера, написанную Михаилом Булгаковым, за «немарксистский подход» и «излишнее выпячивание личного отношения к предмету»; книга вышла в серии «ЖЗЛ» лишь в 1962 году.
В издательстве была создана общественная редколлегия серии, в которой работали академики Владимир Комаров, Евгений Тарле, Александр Ферсман, профессора Юрий Тынянов и Павел Юдин, писатели Александр Фадеев и Алексей Толстой. В основном в это время героями книг были всемирно известные деятели науки и искусства, а также революционеры. До 1941 года вышли в свет 107 книг серии общим тиражом около 5 миллионов экземпляров. C началом Великой Отечественной войны серия была остановлена, в 1943 году биографическая серия стала выходить под названием «Великие люди русского народа» (всего вышло 14 выпусков) — книжки небольшого формата, которые можно было носить в кармане шинели. С 1944 по 1945 год серия называлась «Великие русские люди» (выпущено 28 книг). С 1945 года биографическая серия стала вновь издаваться под своим старым названием «Жизнь замечательных людей».
Средний тираж книг серии «ЖЗЛ» составлял 40—50 тысяч экземпляров при обыкновенном объёме книги в 200 страниц. Начиная от самых первых выпусков, на обложке помещался штриховой портрет героя книги, выполненный по эскизам Петра Алякринского, Григория Бершадского, Николая Ильина. Формат книг постепенно менялся. Названия книг серии были стандартные — обычно фамилия персонажа или имя и фамилия, реже (для русских и советских людей) инициалы и фамилия. Художественные названия книг встречались очень редко. Биографии русских и зарубежных деятелей издавались примерно поровну. В качестве «замечательных» обычно рассматривались писатели и поэты (21 биография), учёные (18 биографий), революционеры и реформаторы (18 биографий), изобретатели (14 биографий), путешественники (8 биографий), и другие.
В 1940-е годы, после возобновления серии, темпы издания «ЖЗЛ» упали: от 3 до 7 новых книг в год (до войны от 8 до 20), до 1949 года вышло только 53 биографии (и 7 переизданий), однако средний объём текста возрос до 350 страниц. Тематическое распределение мало отличалось от довоенного: писателей — 14 биографий, учёных — 11, изобретателей — 7, военачальников — 5, путешественников — 4 и так далее. Между 1950—1959 годами вышло 104 биографии средним тиражом 56 тысяч экземпляров, но его размер сильно колебался. После 1956 года число выпускаемых книг и размер тиражей вернулись к довоенным показателям. Заметно возросло число переизданий — 27. В 1950-е годы самыми выпускаемыми были биографии писателей и поэтов (27 биографий), учёных (27 биографий), революционеров и реформаторов (17 биографий).

### «Оттепельные» и «застойные» годы

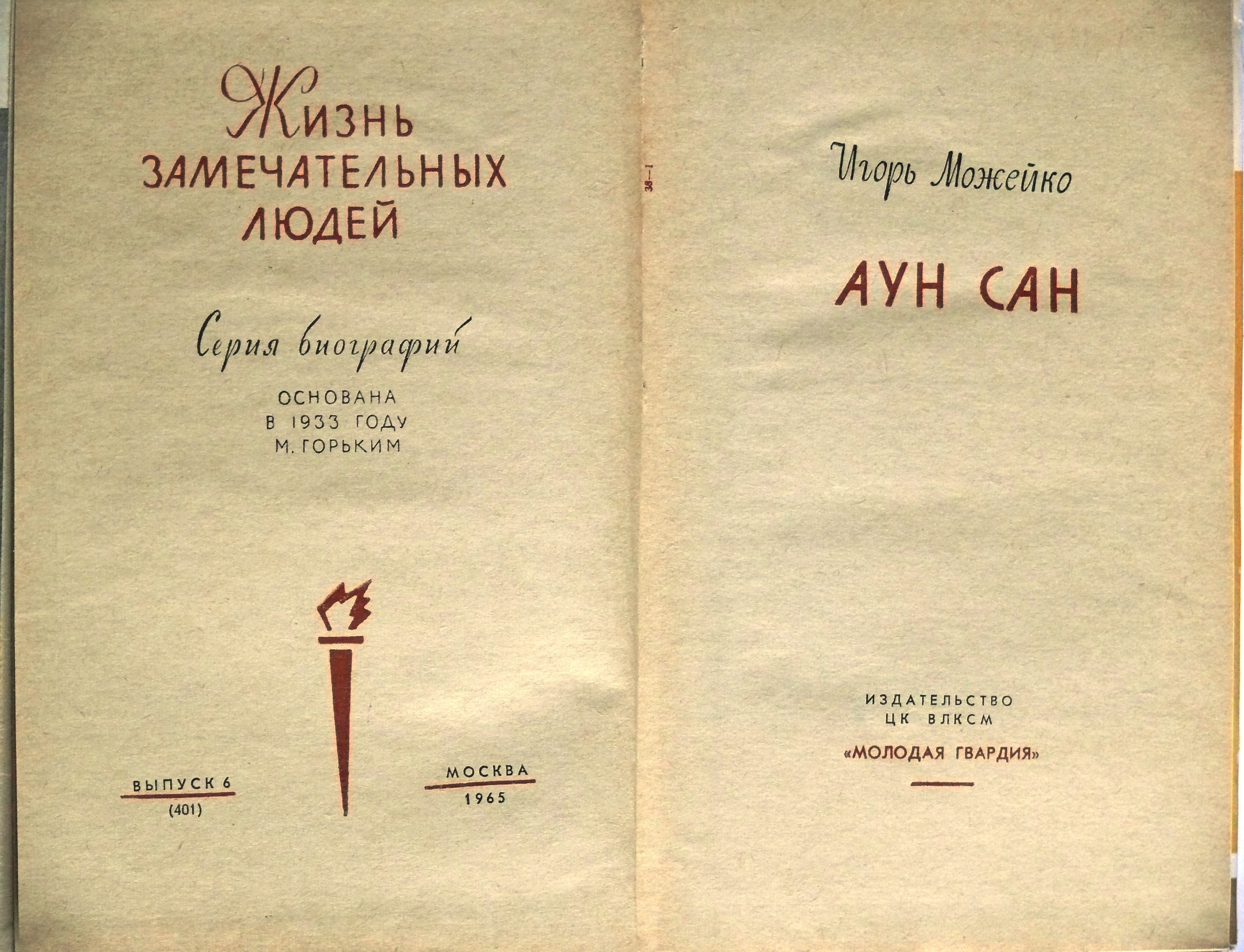
Разворот титульной страницы книги из серии «ЖЗЛ» в серийном оформлении 1960-х годов. Представлена биография Аун Сана, написанная историком-бирманистом и писателем И. В. Можейко

Ещё в 1950-е годы редакция серии сформулировала три главных принципа отбора публикуемых текстов, которые выдерживались с тех пор: научная достоверность, высокий литературный уровень и занимательность. Качество написания книг об основоположниках науки и техники было таково, что, по воспоминаниям, книга Игоря и Льва Крупениковых о Василии Докучаеве использовалась для подготовки к экзамену по почвоведению студентами Кишинёвского сельскохозяйственного института. Постепенно вырабатывался стиль и принцип оформления серийных томов: в начале 1950-х годов формат книг был невелик, на обложке помещался гравированный портрет в виде медальона; в свою очередь, он вписывался в овал, организующий всю обложку. В середине 1950-х годов на обложке иногда автор не указывался вовсе (ранее мог быть назван сначала автор, а затем герой, и наоборот). В 1962 году по итогам конкурса было принято типовое оформление переплёта (художника Юрия Арндта). На переплёт отныне выносилась фотография или иной портрет персоны, дополненные изображениями (рисованными или фотографическими), связанными с жизнью и деятельностью героя. На корешке переплёта с 1958 года помещали эмблему серии — золотой факел как символ просвещения, созданный художником Борисом Пророковым. После 1962 года факел стал белым.
В период «оттепели» в серии стали издаваться биографии зарубежных авторов, появились книги Стефана Цвейга о Бальзаке, Ирвинга Стоуна о Джеке Лондоне («Моряк в седле» был первой книгой в серии, вышедшей в новом оформлении), Карла Сэндберга о Линкольне. Знаковым стал выход биографии Мольера, написанной Михаилом Булгаковым тридцатью годами ранее. Количество ежегодных выпусков серии выросло с 5—6 до 25—30, а их средний тираж увеличился с 50 до 100 тысяч. Рекордным был тираж биографии Василия Кардашова «Рокоссовский» (1972) — 300 000 экземпляров, размер которого был повторён книгой о Юрии Гагарине в 1986 году (автор Виктор Степанов). Биографический жанр пользовался в стране популярностью, различные издательства выпускали серии «Пламенные революционеры», «Жизнь в искусстве», «Мыслители прошлого». По мнению М. Измайловой, советская читающая публика, вступившая в пору напряжённых духовных исканий, попыталась как найти в деятелях далёкого и недавнего прошлого образцы для подражания, так и почувствовать контраст между их бурной жизнью и собственной «негероической» действительностью. В этой связи был спрос и на иных героев: мыслителей, патриотов, светочей национальной культуры. В разные годы к написанию биографий «Молодая гвардия» привлекала Анатолия Левандовского, Льва Гумилевского, Сергея Дурылина, Константина Паустовского, Мариэтту Шагинян, Корнея Чуковского, Юрия Лотмана, Алексея Лосева, Натана Эйдельмана и многих других.
После 1960 года в рамках серии регулярно выходили книги, посвящённые героям Латинской Америки: биографии Боливара, Панчо Вилья, Миранды, Бенито Хуареса, Че Гевары, Сальвадора Альенде. Их автором (под псевдонимом «Лаврецкий») выступил советский разведчик и учёный-латиноамериканист Иосиф Григулевич. Его собственная биография, написанная Нилом Никандровым, вышла в «ЖЗЛ» в 2002 году. В известном смысле тональность текстов, публиковавшихся в 1960-е — 1970-е годы, была подчинена требованиям идеологии, когда понятие «замечательный» трактовалось как «безупречный». Большинство отобранных героев были идейно выдержанны и морально безупречны; о сложностях в их судьбе говорилось крайне мало. В томе «Олимпийцы» очерк об Инге Артамоновой завершался весьма уклончиво: «её жизнь оборвалась слишком рано», не упоминая (как и в официальных некрологах), что чемпионку мира — конькобежку — зарезал ревнивый муж. Стандартными были очерки о полководцах Гражданской войны, завершавшиеся их «трагической гибелью», не сообщая, что она происходила в годы Большого террора. Биография Николая Вавилова (автор Семён Резник), вышедшая в 1968 году, вообще была лишена упоминаний о его аресте и кончине в тюрьме, но, тем не менее, тираж был задержан, чтобы удалить некоторые пассажи с разоблачениями лысенковцев. Марк Поповский назвал это «канонизацией с отсечением биографии». В опубликованном в 1970 году сборнике «Молодые герои Великой Отечественной войны» у шестерых из сорока героев не указаны отчества и годы жизни, а у четверых даже имена; не указан и автор очерков о молодых воинах. Редакция серии иногда подвергалась острой критике со стороны партийных структур. Один из наиболее сложных периодов был вызван конфликтом публициста и писателя Михаила Лобанова с Александром Яковлевым, что вызвало атаку на книгу об А. Н. Островском. Иногда тематические планы серии «ЖЗЛ» вызывали противодействие в секторе печати ЦК КПСС. Проблемы вызывали биографии Андрея Рублёва и даже Янки Купалы, который был обвинён в «буржуазном национализме». Сложная ситуация возникла в конце 1970-х годов с биографией Н. В. Гоголя, на создание которой И. П. Золотусский потратил десять лет. Редакция не приняла рукописи, и, по его словам, автор даже думал об эмиграции. Ситуация разрешилась вмешательством первого секретаря правления Союза писателей Г. М. Маркова: после издания 1979 года книга И. Золотусского выпускалась в рамках серии как минимум шесть раз.

## Постсоветская эпоха

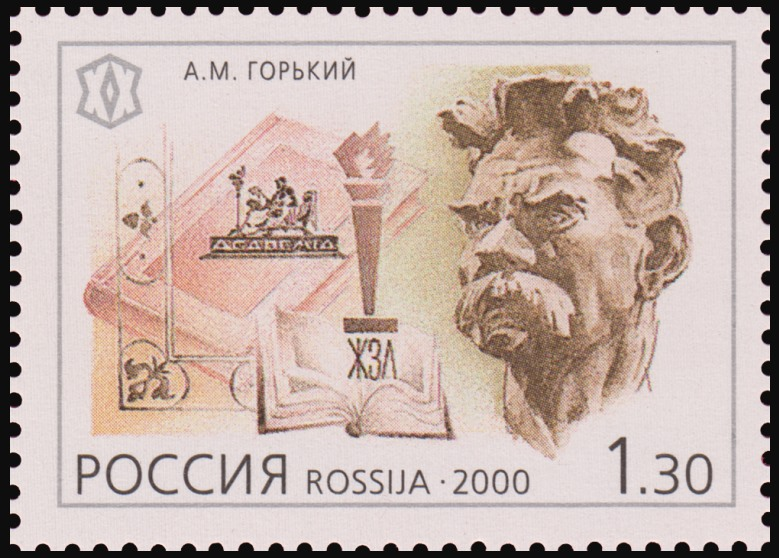
Почтовая марка России с изображением М. Горького и логотипов основанных им книжных серий. 2000

С завершением существования СССР в 1991 году серия «ЖЗЛ» столкнулась не только с экономическими, но и с социокультурными изменениями в российском обществе. Герои советского прошлого в одночасье стали восприниматься или как преступники, или как жертвы, а их место заняли ранее неизвестные или запрещённые фигуры: диссиденты, цари и сановники дореволюционной России, «звёзды» массовой культуры. В силу ликвидации большинства крупнейших предприятий советского книгоиздания («Молодая гвардия» при этом уцелела) сильно упали тиражи (до 10 и 5 тысяч экземпляров), что было связано с падением престижа чтения, дороговизной книг. Самыми «провальными» были 1992 год (вышло две книги серии) и 1994-й (одна книга). Биографический жанр для широкой публики был монополизирован СМИ, которые специализировались на выявлении скандальных подробностей; далее сильным конкурентом стала интернет-среда. Реакцией на это стало замыкание жанра «классической» биографии в научных рамках, фактическое отмирание традиции романизированного жизнеописания; среди авторов серии стали преобладать профессиональные историки и филологи. Это привело к публикации узкоспециализированных текстов, недоступных широкой аудитории. Наряду с сокращением периодичности серии до нескольких книг в год, в 1990-е годы чрезвычайно расширились тематические рамки: начали выходить биографии царей, православных святых, писателей-эмигрантов, деятелей Белого движения. Значительно увеличился поток переводимой литературы, которая закрывала потребности широкой аудитории в актуальных персоналиях. Руководство серии не допустило ни её закрытия, ни падения стандартов.
Новый этап в развитии серии «ЖЗЛ» наметился в 2005 году после выхода в свет биографии Бориса Пастернака, написанной Дмитрием Быковым. Эта книга, сочетая популярность изложения с обилием фактов, выдержала более десятка переизданий, существенно возродив интерес читающей публики к продукции «Молодой гвардии» и биографическому жанру в целом. Редакция вновь стала привлекать к сотрудничеству современных писателей. По оценке М. И. Измайловой, развитие серии происходит на фоне сосуществования в отечественном биографическом нарративе нескольких направлений, как привычных, так и возникших недавно. В 2008 году РИА Новости отмечало, что «современная серия „ЖЗЛ“ уникальна: у неё нет ни временных, ни географических рамок, её героем может стать человек, действовавший в любой сфере, без профессиональных ограничений».
Ещё в 2001 году вышел тысячный выпуск серии (биография Владимира Вернадского авторства Геннадия Аксёнова), в связи с чем были проведены две юбилейные выставки «ЖЗЛ» в Государственной думе Российской Федерации и Президентской библиотеке в Кремле. Именно с этого периода в нумерацию серии добавили 200 павленковских выпусков, а на фронтисписе появилась надпись: «Серия биографий. Основана в 1890 году Ф. Павленковым и продолжена в 1933 году М. Горьким». Суммарный тираж серии превысил 100 000 000 экз. 1500-м выпуском серии стала вышедшая к 50-летию первого космического полёта биография Юрия Гагарина, написанная Львом Данилкиным.

## Оценки и мнения

### Литературные особенности биографий серии «ЖЗЛ»

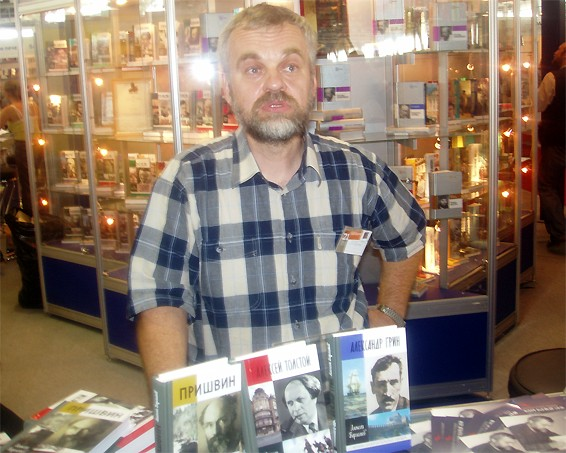
Алексей Варламов на книжной ярмарке со своими книгами из серии «ЖЗЛ»

#### Эволюция серии
Флорентий Павленков издавал свою серию, предварительно определив круг персонажей и идеологическую направленность (которая корректировалась «от радикализма к просвещению»). Жанровый формат серии определялся просветительскими задачами: популярный биографический очерк, акцентированный на великих деяниях человека, оставившего свой след в истории мировой цивилизации. Максим Горький учитывал опыт Павленкова, поэтому заложенный им формат носил чётко выраженный культуртрегерский и идеологический характер. При этом не столько воссоздавалась история «замечательных людей», сколько эта последняя переписывалась в рамках советских идеологических задач. Советская культурная революция предполагала лозунг «страна должна знать своих героев».
Алексей Варламов обозначал жанр биографий ЖЗЛ «горьковского» периода как «книга-памятник». Такие биографии заказывались известным и авторитетным учёным и писателям, которые могли глубоко погрузиться в судьбу и творчество героя, в том числе и его духовную биографию. В качестве эталонного примера приводится книга Юрия Селезнёва о Достоевском (первое издание 1981 года). Её магистральным сюжетом является «крестный жизненный путь писателя, его „самостояние“ и противостояние внешним обстоятельствам». Деление книги на части строго троичное: «Судьба человека», «Житие великого грешника», «Жизнь и смерть пророка», частей на главы: «Голгофа», «Поприще», «Искушение» (часть первая), глав на подглавки: «Пристань», «Бездны», «Красота спасёт мир» (глава третья части второй). Вообще открытие новых фактов и обогащение историографии периодически приводило редакцию к заказам новых биографий одних и тех же персон. Примером является сам Фёдор Достоевский (книга Льва Гроссмана была издана ещё в 1962 году). Творческой интерпретации подвергались биографии Есенина и Маяковского и других писателей.
На современном этапе издательской серии «ЖЗЛ», осуществляемой с 1990-х годов, единая стратегия отсутствует. Отчасти она может быть названа «коммерческой», что отражается как на качестве некоторых книг, так и на частных издательских практиках: ориентация на массового читателя и коммерческий успех, а также воздействие технологий современного масскульта. «Магистральные интриги рассказа о замечательном, но совсем не обязательно великом человеке, нередко строятся на сюжетах разоблачения, сбора сплетен, разгадке тайны». Тем не менее, серия продолжает исполнять просветительскую, культуртрегерскую и социально-государственную (мифотворческую) функции. Неопределённость формата обеспечивает больший простор для творческого и научного экспериментирования; широко представлены как литературоведческие работы (книга об Анне Ахматовой Светланы Коваленко, книга о Данииле Хармсе Александра Кобринского, книга об Осипе Мандельштаме Олега Лекманова, книга о Самуиле Маршаке Матвея Гейзера, книга о Валерии Брюсове Николая Ашукина и Руслана Щербакова), так и «литературоведческий роман» (книги Алексея Варламова об Алексее Толстом, Михаиле Пришвине, Александре Грине, Михаиле Булгакове; Павла Басинского о Горьком; Дмитрия Быкова о Борисе Пастернаке, Булате Окуджаве). Традиционно каждую книгу серии завершает раздел «Основные даты жизни и творчества», однако чаще хронология в указанных книгах проявляется на уровне фабулы, тогда как стратегия повествования строится на сюжетной интриге, представленной в прологовой авторской завязке. Выпуск, посвящённый Федерико Феллини, представляет собой сборник интервью с режиссёром, взятых на протяжении сорока лет журналистом Костанцо Костантини; в предисловии редактора особо оговаривается разрыв с привычной формой изложения.
Писатель Александр Шелухин провёл статистический подсчёт числа книг серии, считая переиздания. Предложенная им пятичастная хронология носит условный характер:
- 1890—1924 годы (плюс пятилетний перерыв во время Гражданской войны) — 242 книги, в среднем по 7 в год;
- 1933—1953 годы (считая двухлетний перерыв во время Великой Отечественной войны) — 183 книги, по 9 штук в год;
- 1954—1991 годы — 645 книг, 17 штук в год;
- 1992—1999 годы — 50 книг, 6 штук в год;
- 2000—2021 годы — 1188 книг, или 54 выпуска в год.

#### Подсерии «ЖЗЛ»
В 2005 году главный редактор серии и генеральный директор издательства «Молодая гвардия» Валентин Юркин принял решение начать цикл «Жизнь замечательных людей. Биография продолжается». Первый выпуск был посвящён губернатору Московской области Борису Громову. Это подавалось как возрождение ещё одной павленковской традиции: в серии «ЖЗЛ» XIX века издавались прижизненные биографии Льва Толстого, Отто Бисмарка и Уильяма Гладстона. В «горьковской» серии живые «замечательные люди» могли предстать только в сборниках. Критики связывали выпуск этой биографии с предстоящими президентскими выборами 2008 года, именуя публикацию «фиктивным капиталом». Серия продолжалась книгами о Минтимере Шаймиеве и Нурсултане Назарбаеве, в которых широко использовались интервью и воспоминания самих персонажей, их соратников, друзей и родных.
В 2009 году была запущена «Малая серия» ЖЗЛ. По словам Павла Басинского, «это ответ на вызовы нового времени, предвосхитивший нынешний экономический кризис и связанный с ним кризис книгоиздания». Расчёт издательства заключался в создании аналогичных по оформлению компактных книг, пригодных для чтения в дороге или в метро. Данный формат намного сложнее для автора, учитывая, что объём книги не должен превышать 8 или 10 печатных листов. Изначально планировалось, что биографии одних и тех же героев не будут дублироваться в малой и основной сериях, однако в основной серии ЖЗЛ в 2020 году была издана биография Гоголя, написанная А. К. Воронским, и в августе 2022 года таким же образом увидела свет биография А. С. Пушкина, подготовленная В. И. Новиковым. Изначально обе книги вышли в «Малой серии ЖЗЛ».
Позже стали выходить серии «ЖЗЛ: современные классики» и «ЖЗЛ: Великие люди России».

#### Стилистика книг серии
На протяжении многих лет книги серии «ЖЗЛ» вызывали большой ажиотаж в читательской и академической среде. Как отмечает доктор исторических наук Галина Ульянова: «Серия „ЖЗЛ“ была весьма ярким явлением в общественной жизни 1960—1970-х годов. Огромные тиражи, доходившие до 100 тыс. экз., вклейка с иллюстрациями. Для любого автора написание книги для „ЖЗЛ“ было признанием его высокого профессионального уровня». Многие из книг этой серии по настоящее время вызывают положительные отзывы у профессиональных критиков.
Российский историк Сергей Фирсов так характеризует стилистику книг, выходящих в данной серии:

…книги этой серии имеют несколько направлений. Одни из них можно назвать литературно-художественными, другие — историко-публицистическими и даже научно-историческими. Неизменно одно: книга, увидевшая свет в серии ЖЗЛ, должна быть написана таким образом, чтобы интересующийся историей читатель смог её прочитать с неменьшим интересом, чем профессиональный исследователь, знакомый с исторической проблематикой. Конечно, многое зависит от мастерства автора: один умеет просто и доходчиво говорить о сложном, другой подобным мастерством владеет не вполне.

В исследовании Ангелины Терпуговой (Институт языкознания РАН) все тексты серии «ЖЗЛ» были проанализированы по названиям глав. Выяснилось, что структура биографий подчинена не только фактологической канве (рождение, учёба, работа, смерть), но и отражает устойчивые представления о «замечательном человеке» (герое). Структура оглавления всегда содержит элементы, связанные с избранностью «замечательного человека» (призвание, судьбоносная встреча, чудо, борьба, испытание и др.). Такого рода элементы устойчиво повторяются во всех без исключения книгах серии. По предположению Ангелины Терпуговой, это обусловлено стереотипными представлениями о «замечательных людях», носителями которых являются как авторы, так и читатели.

### Критика

#### Литературоведческая критика

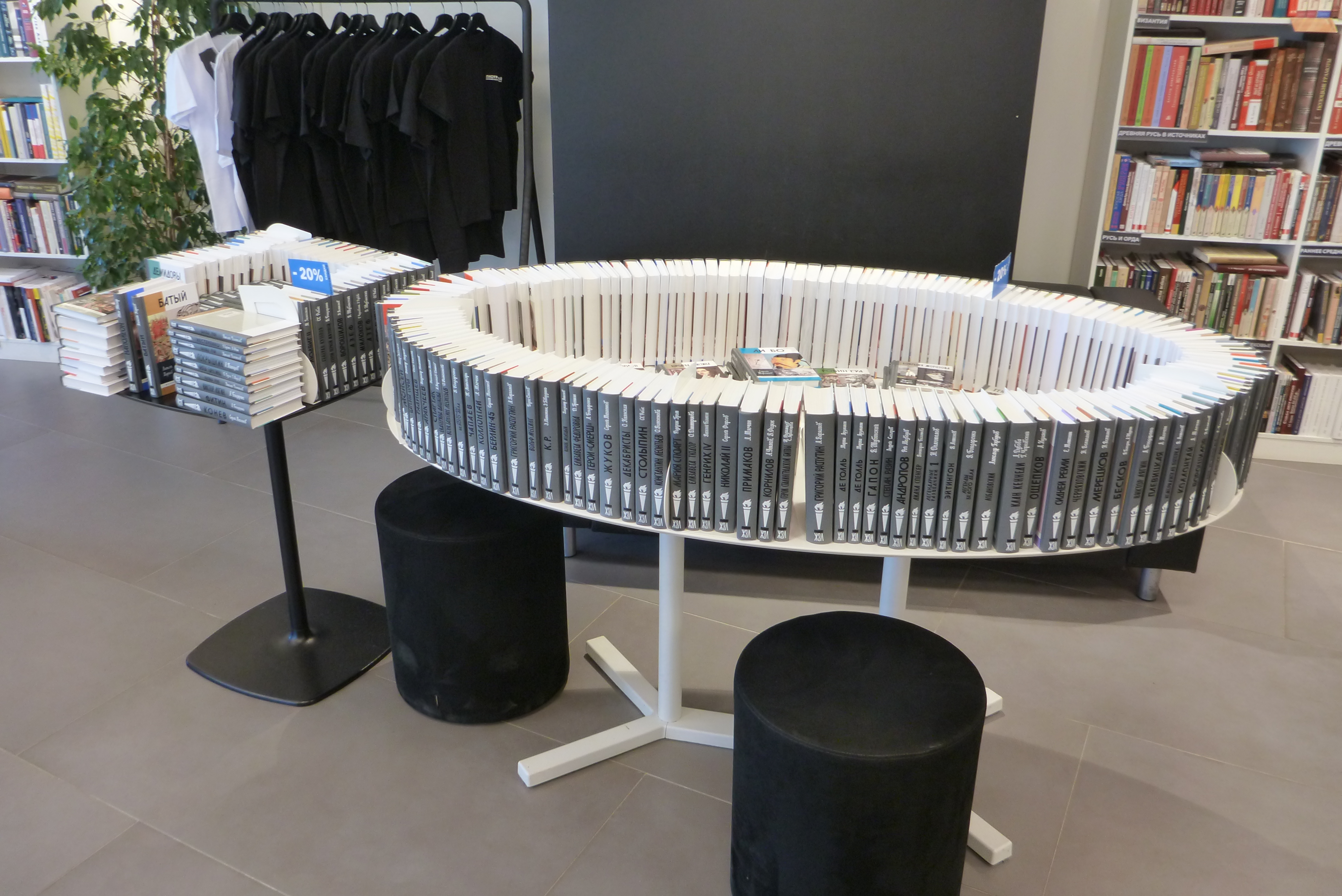
Серия «Жизнь замечательных людей» в книжном магазине «Пиотровский». Ельцин-центр, 26 мая 2019 года

Книги серии «ЖЗЛ», несмотря на их востребованность у публики и специалистов, неоднократно критиковались за необъективность и предвзятость. Специальное исследование этой ситуации провёл Олег Осовский[уточнить]. Он отмечал, что по состоянию на 2018 год интерес к серии несколько снизился, на это указывают скромные тиражи большинства книг, хотя отдельные публикации становились событием и вызывали серьёзную полемику в среде литературных критиков и литературоведов. Связано это и с тем, что широкая читающая публика не интересуется в биографиях учёных их достижениями, а сосредоточена на мелких бытовых деталях и слабостях личности. Например, биография Юрия Лотмана, написанная Борисом Егоровым, названа «достижением субжанра научной биографии», но при этом она так и не вышла в серии «ЖЗЛ». Объясняется это и тем, что существует естественное противоречие между автором литературной биографии и литературоведческого исследования, общий смысл которого можно передать формулой «литературность против документальности». В своё время Михаил Бахтин отказался в своих исследованиях о Рабле и Достоевском от использования биографического метода, отмечая, что «у нас биография — это какая-то мешанина творчества с жизнью. Достоевский в творчестве, как всякий писатель, — это один человек, а в жизни — другой. И как эти два человека (творец и человек жизни) совмещаются, для нас ещё не ясно». Данный разрыв («человек жизни» и «человек творчества») преодолевался авторами серии «ЖЗЛ» по-разному. В качестве примера приводились биографии Дмитрия Лихачёва (Валерий Попов), Виктора Шкловского (Владимир Березин) и Михаила Бахтина (Алексей Коровашко), авторами которых явились профессиональный писатель и два литературоведа. В результате, по словам Олега Осовского, в книге о Лихачёве автор пытается определить его вклад в российскую культуру «при помощи набора отнюдь не литературных штампов и клише» (например, проводя аналогии с А. Солженицыным), тогда как литературоведы Владимир Березин и Алексей Коровашко стремились «„расцветить“ историко-литературный текст вкраплениями изящной словесности».
Анализируемые авторы пытались активно использовать в биографиях своих героев мемуарную прозу самих Лихачёва, Шкловского и Бахтина. Валерий Попов, используя изложение фактов жизни академика Д. Лихачёва на основе его мемуаров, не пытался воссоздавать внутренний мир своего героя, тем более, что его, как писателя, жанр биографии избавил от задачи художественного нарратива. Напротив, мемуарная проза Виктора Шкловского 1960-х годов тесно соотносилась и полемизировала с его же прозой 1920-х годов, вынуждая исследователя обращаться к набору писательских приёмов, характеризующих и стиль, и мышление героя. «Книга В. С. Березина может показаться чрезмерно усложнённой и стилистически изощрённой для среднего потребителя серии „ЖЗЛ“, но необходимо признать, что в целом автор остался в конвенциональных границах жанра».
Напротив, в книге А. В. Коровашко его персонаж — Михаил Бахтин — предстал в образе «антигероя». Для серии «ЖЗЛ» изначально было характерно отчётливое тяготение к «панегирической» биографии, где автор не просто уверен в «замечательности» своего героя, но и полагает его образцом для подражания. В ситуации с Михаилом Бахтиным биографом была поставлена задача борьбы с «бахтинским мифом», что проявилось, в том числе, в виде «агрессивного недоверия» к воспоминаниям и самого Бахтина, и его ближайшего окружения. При этом А. Коровашко, по мнению О. Осовского, допускал грубые ошибки и не слишком корректно обращался с используемыми текстами, поскольку жанр популярной биографии не требует ссылок на цитируемую литературу. По-видимому, автор не понимал научных взглядов Михаила Бахтина. На данном материале О. Осовский пришёл к выводу, что биография является сравнительно консервативным жанром, в котором устоявшиеся схемы и приёмы повествования являются максимально оправданными, тогда как попытки модификации отработанной стратегии биографа приводит к утрате литературности и замене фактологии вымыслом и домыслом.

#### Издержки популярности серии
Критические замечания высказывались и по отношению к другим книгам серии. Так, внучка Леонида Андреева, Ирина Андреева, крайне негативно отзывалась о биографии своего деда. О биографии Ивана Ефремова высказалась как о «заказе на расчеловечивание» его внучка — скульптор Д. Ефремова; интервью с нею вызвало много резких комментариев. Ранее негативную рецензию на эту же биографию опубликовал писатель и литературовед Валерий Терёхин. Жёстко критически были оценены биографии Александра III и Будды, невысоко были оценены биографии Гомера, Велимира Хлебникова и Патриарха Сергия, неоднозначно были восприняты биографии Андрея Платонова, Юрия Андропова, Самуила Маршака, Корнея Чуковского и Виктора Цоя. Правнучка Владимира Шухова назвала биографию своего прадеда «отвратительной книгой, безграмотной, бессовестной и бесталанной». На этот выпад официальное опровержение опубликовало само издательство «Молодая гвардия».
Известный резонанс вызвала биография Иисуса Христа, написанная митрополитом Иларионом (Алфеевым). Автором она рассматривалась как популярная версия большой шеститомной монографии «Иисус Христос. Жизнь и учение». Издание в серии ЖЗЛ обосновывалось так: «Он был Богом, что не мешало ему быть человеком — интересным и ярким». Церковные и светские критики вынесли полярно противоположные оценки. В частности, ректор Минской духовной академии Сергий (Акимов) назвал книгу «прекрасным пособием по гомилетике и евангельской истории для духовных школ», проректор Православного Свято-Тихоновского гуманитарного университета Георгий Ореханов назвал книгу «полезной с точки зрения распространения адекватных взглядов о христианстве» для широкой аудитории, а историк Дмитрий Володихин счёл, что выполнена задача «рассказать хорошим русским литературным языком невоцерковленным людям, кто такой был Иисус». Высказывались также мнения, что данная книга — свидетельство «профанации сакрального и обмирщения христианства, навязчиваемое подстраивание и приспособление Церкви Христовой к миру ради мнимых „миссионерских“ целей».
По сообщению критика-фантастоведа Романа Арбитмана, издательство планировало издать в серии биографию братьев Стругацких, написанную писателем-фантастом Антом Скаландисом. Конфликт с редакцией произошёл из-за детального разбора перипетий занявшего восемь лет издания повести «Пикник на обочине» в «Молодой гвардии» 1970-х годов. В результате объёмный том Скаландиса вышел в свет в «АСТ» (и, в свою очередь, удостоился резко критических отзывов, в частности из-за «самовыражения за счёт героев»). Договор на новую биографию вдвое меньшего объёма был заключён с Геннадием Прашкевичем и Дмитрием Володихиным. Роман Арбитман обвинил авторов — профессиональных писателя-фантаста и историка — в последовательном конспирологическом подходе и попытке «маргинализировать своих героев». Отмечалось также низкое качество редакторской работы, из-за которой первое издание пестрело фактическими ошибками, например, были перепутаны XX и XXII съезды КПСС.
Сложная ситуация возникла в 2010 году с публикацией биографии Довлатова, написанной Валерием Поповым. Книга вышла без традиционной фотографии главного героя на обложке, взамен которой надпись: «Здесь должен был быть портрет С. Довлатова». Связано это с тем, что наследники запретили воспроизводить в издании любые фотографии писателя и большинство текстов его писем.
Александр Шелухин, учитывая колоссальное число биографий, вышедших в серии после 2000 года (в среднем, 54 книги в год), проводил критику отбора персонажей книг. По состоянию на конец 2021 года в серии увидели свет 2173 биографии, из которых женщин 161, то есть налицо гендерный (в терминологии критика «патриархальный») дисбаланс. Российских (советских) персоналий — 1381 мужчина и 116 женщин. Всего в «ЖЗЛ» представлены персоналии 72 стран. По числу представленных в серии имён после России лидирует Франция — 122 человека, затем Великобритания и США — по 79, Германия — 60, Италия — 58, Греция — 17, Испания — 15, Польша — 11. Китайских персоналий — восемь, латвийских три (все периода СССР). В 2019—2021 годах в серии ЖЗЛ оказались представлены 230 биографий, в том числе одна книга про всех византийских императоров и одна про президентов США. При этом единственной крупной страной, вообще не представленной в серии, является Япония. А. Шелухин язвительно указывал, что в серии отсутствует биография нобелевского лауреата Петра Капицы, хотя есть книга о его сыне, и приводил иные «пробелы» в списке персоналий. Также, с точки зрения критика, некоторые персонажи своими качествами явно «притянуты за уши», в том числе Иоанн Антонович и Анна Леопольдовна, «ничем себя не проявившая».
Литературный критик Сергей Беляков прямо заявил:

Издательство «Молодая гвардия» вовсю эксплуатирует золотую жилу ЖЗЛ. Книги этой серии выходят в таком количестве и в таком потрясающем (от Иоганна Вольфганга Гёте до Эдуарда Стрельцова) диапазоне, что издательство, очевидно, даже не тратит драгоценного времени на самую скромную редактуру. И так берут!

## Награды
- В 2003 году антипремию «Абзац» вручили биографии Пьера Сиприо[англ.] «Бальзак без маски». Причиной стало несоответствие стандартам, принятым в российском литературоведении: переводчица — Евгения Сергеева — не всегда точно воспроизводила традиционные варианты перевода названий бальзаковских романов[84].
- Книги серии трижды подряд выигрывали в рамках конкурса национальной литературной премии «Большая книга» (2006 год — «Борис Пастернак» Дмитрия Быкова, 2007 год — «Алексей Толстой» Алексея Варламова, 2008 год — «Солженицын» Людмилы Сараскиной).
- Национальная премия «Лучшие книги и издательства года — 2010» была присуждена книге Валентина Осипова «Шолохов».
- Патриаршей премии удостоены книги Александра Сегеня «Митрополит Филарет» и «Алексий II».
- А. М. Туркову за биографию А. Твардовского присвоена Премия Правительства Российской Федерации (2012)[85].